# Миф о солдате Йозефе Шульце
Миф о солдате Йозефе Шульце (нем. Josef Schulz, также Josef Schultz) — миф о немецком солдате по имени Йозеф Шульц, якобы расстрелянном во время Второй мировой войны на оккупированной территории Югославии в населённом пункте Смедеревска-Паланка 20 июля 1941 года за отказ от участия в казни партизан. Персонаж мифа с таким именем существовал в реальности и служил в 714-й пехотной дивизии вермахта. Вместе с тем в ходе архивных поисков уже в 1970-е годы было установлено, что солдат Шульц погиб за день до вышеуказанной даты расстрела от рук партизан. С учётом результатов дальнейших исследований, в немецкой историографии дело Йозефа Шульца (нем. Der «Fall Schulz») трактуется как миф.
Миф распространён в Сербии, где Йозеф Шульц считается героем-антифашистом. В городе Смедеревска-Паланка в 2009 году его именем была названа улица.

## Фабула истории
В июле 1941 года немецкие войска на горе Градиште близ села Вишевец разбили Паланацкую партизанскую роту, а 16 пленённых партизан доставили в сербский город Смедеревска-Паланка. Всех их расстреляли 20 июля. Однако, согласно распространённой легенде, перед самой казнью 31-летний ефрейтор Йозеф Шульц из состава расстрельной команды бросил карабин на землю и произнёс: «Нет, я не буду стрелять!» За этот поступок Шульца, будто бы, расстреляли и захоронили рядом с казнёнными партизанами.
В 1947 году физические останки расстрелянных были эксгумированы и перезахоронены под памятником. В списке жертв фигурировал мужчина по имени Марсель. Поскольку такое имя в Сербии было необычным, было выдвинуто предположение, что это мог быть немец. Согласно рассказу Часлава Влаича (сербохорв. Časlav Vlajić), директора фабрики минеральных вод, на чьей территории в пору войны были казармы и состоялся расстрел, он, будучи учеником, присутствовал на послевоенной эксгумации, в ходе которой обнаружили пряжку ремня и сапожные гвозди, видимо принадлежавшие немецкому солдату. Жетон тогда был утерян. Историю солдата, который из гуманных соображений выступил против расстрела (классический материал для героической прозы), хотели отразить в сооружаемом памятнике. Для этого «германизировали» имя расстрелянного рабочего из Хорватии — Марсель Межич на Марсель Мазель. В 1961 году данная история появилась в югославской прессе, но имя и мотивы погибшего оставались неизвестными. В декабре того же года в немецком журнале «Нойе Иллюстрирте» (нем. Neue Illustrierte) напечатали фотографию из фондов военного архива, датируемую 20 июля 1941 года. Она показывала сцену расстрела заложников в сельской местности и нечёткое изображение немецкого солдата, с неясными знаками различия, без каски и ремней, возможно со связанными руками и, по-видимому, движущегося к шеренге жертв. Журнал обращался к читателям с просьбой поделиться воспоминаниями о данном событии.
История получила дальнейшее развитие после того, как депутат бундестага от СДПГ Вильдерих барон Остман фон дер Лейе (нем. Wilderich Freiher Ostmann von der Leye) «идентифицировал» солдата с фотографии как погибшего в тот же день ефрейтора Йозефа Шульца, упоминание о котором нашёл в записях дневника командира 714-й пехотной дивизии. Далее Остманн отыскал брата Йозефа Шульца — Вальтера и вдохновил его в 1972 году на поездку в Югославию. По фотографии и сюжету из дневника Вальтер Шульц якобы опознал своего брата, хотя сослуживцы Йозефа Шульца подтверждали гибель солдата от рук партизан в интервью газете «Вупперталер Тагесцайтунг» (Wuppertaler Tageszeitung).
В 1972 году причастность Йозефа Шульца к истории о расстреле была опровергнута Центральной администрацией земельных управлений юстиции по расследованию нацистских преступлений (нем. Zentrale Stelle der Landesjustizverwaltungen zur Aufklärung nationalsozialistischer Verbrechen). Хотя Шульц служил в упомянутой дивизии, он ещё за день до казни заложников попал в засаду и был убит в окрестностях населённого пункта Топола. История Шульца была поставлена под сомнение рядом исследователей (Хейнер Лихтенштейн, Альберт Рюккерль, Фридрих Шталь). Другой фигурант истории, директор Влаич, признал, что участвовал в деле Шульца, рассчитывая на привлечение туристов.
Однако история раскручивалась далее усилиями отдельных лиц, извлекающих выгоду из рассказов легенды о солдате Шульце. В качестве свидетеля появился некто Звонимир Янкович, утверждавший, что видел, как офицер на повышенных тонах раздражённо разговаривал с одним протестующим немецким солдатом без знаков различия. На фоне восстановления дипломатических отношений между ФРГ и СФРЮ, Шульц был превращён в символ «другой Германии». Теперь в обоих германских государствах нашли своих «хороших немцев» для символических ритуалов: в ГДР в память о «левых этнических немцах и перебежчиках в посёлке Миклеуш», а в ФРГ — в честь Йозефа Шульца в городе Смедеревска-Паланка. C тех пор даже выдвигались предположения о том, что дело Шульца можно было бы классифицировать как пример действия правовых норм о вынужденном исполнении (противозаконного) приказа (нем. Befehlsnotstand). В Югославии история немецкого солдата, который отказался стрелять в партизан, была растиражирована во многочисленных публикациях и даже включена в школьные учебники. В Германии сюжет о Шульце был отражён в книге историка Кюнриха-Хице (Deutsche bei Titos Partisanen 1941—1945).
В современной Германии легенда о солдате Шульце давно позабыта. Вместе с тем в 2011 году здесь вышла в свет книга балканского корреспондента газеты «Франкфуртер альгемайне цайтунг» Михаэля Мартенса (Michael Martens) под названием «Heldensuche. Die Geschichte des Soldaten, der nicht töten wollte» (Поиск героя. История солдата, который не хотел убивать). В ней автор всесторонне повествует о своих исследованиях мифа, а также представляет картину современной Сербии, где история немецкого солдата сохранилась до наших дней.

## Оценки историков
Немецкий историк Карл Бетке назвал в 2002 году дело ефрейтора Йозефа Шульца «причудливейшей» страницей немецко-югославского прошлого. По его оценке, этот миф нашёл много сторонников главным образом в Югославии. Потенциал для реализации легенды, особенно среди немцев, историк видел в стремлении к преодолению прошлого и достижению согласия между Германией и Югославией.
Специалист по странам Юго-Восточной Европы швейцарский историк Андреас Эрнст (Andreas Ernst) в 2011 году констатировал в рецензии на книгу «Поиск героя», что дело Шульца является не только ложной историей, но и примером противоречивых интересов политики и юстиции в «преодолении немецкого прошлого». С политической точки зрения — это был желаемый аргумент для наведения мостов между странами, поскольку случай с Шульцем отрицал коллективную вину немцев и способствовал примирению. С точки зрения органов юстиции, легенда о солдате Шульце была камнем преткновения, потому что она обосновывала тезис о вынужденном исполнении преступных приказов. В Германии легенда о «хорошем солдате» развеялась лишь через много лет после её опровержения. Долгое время она казалась слишком хорошей, чтобы не быть правдой.

## Память
В Сербии память о Йозефе Шульце сохранена в двух памятниках: в городе Смедеревска-Паланка и в частном саду в селе Горня-Локва около Милановаца. В 1981 и 1997 годах послы Германии в Югославии Хорст Граберт и Вильфред Грубер участвовали в церемониях возложения венков к памятникам ефрейтору Йозефу Шульцу. В 1973 году о событиях в Смедеревска-Паланке был снят небольшой 13-минутный фильм Предрага Голубича «Йозеф Шульц». В фильме были задействованы архивные кадры немецкой военной фото- и видеохроники.

## Комментарии
1. ↑  В ноябре 1943 года в бою возле населённого пункта Миклеуш погибла третья часть бойцов Немецкой партизанской роты имени Эрнста Тельмана. С конца 1960-х годов дипломаты из ГДР ежегодно возлагали венок к расположенному в Миклеуше памятнику погибшим партизанам[1].
2. ↑  Befehlsnotstand — приказ как основание крайней необходимости. Суть данного правового понятия состоит в том, что неисполнение (преступного) приказа влечёт за собой ответственность, вплоть до смертной казни. Исполнитель (преступного) приказа при этом освобождается от ответственности, как лицо, действующее в состоянии крайней необходимости. В исторических исследованиях не задокументирован ни один случай наступившей уголовной ответственности за невыполнение преступного приказа.
С середины 60-х годов часть судебных властей в ФРГ неустанно боролась с аргументом о  вынужденном исполнении преступных приказов, который обычно выдвигался подозреваемыми в совершении военных преступлений: они мол были вынуждены расстреливать заложников, потому что неповиновение стоило бы им жизни. Как раз это, казалось бы, доказывал случай Шульца — любой, кто не стрелял, был бы расстрелян[2].